# Phymanthidae
Famille
Les Phymanthidae sont une famille d'anémones de mer (ordre des Actiniaria).

## Liste des genres
Selon World Register of Marine Species (29 juin 2023) :
- genre Phymanthus Milne Edwards & Haime, 1851

## Systématique
Le nom valide de ce taxon est Phymanthidae Andres, 1883,.

## Publication originale
- (it) Angelo Andres, « Le Attinie - Memoria del dott. Angelo Andres », Memorie - Classe di scienze fisiche, matematiche e naturali, Rome, 3e série, vol. 14,‎ 4 février 1883, p. 211-673 (lire en ligne).